# Elaphidion clavis
Elaphidion clavis es una especie de escarabajo longicornio del género Elaphidion, categorizada en la tribu Elaphidiini, de la subfamilia Cerambycinae. Fue descrita por Linsley en 1957.

## Descripción
Mide 20,5 mm de longitud.

## Distribución
Se distribuye por Estados Unidos.